# James Brudenell, 7. hrabě z Cardiganu
James Thomas Brudenell, 7. hrabě z Cardiganu (James Thomas Brudenell, 7th Earl of Cardigan, 7th Baron Brudenell of Stonton, 3rd Baron Brudenell of Deene, 7th Baronet Brudenell of Deene) (16. října 1797, Hambleden, Anglie – 28. března 1868, Deene Park, Anglie) byl britský generál a politik z bohaté šlechtické rodiny. Od mládí sloužil v armádě a souběžně byl poslancem Dolní sněmovny. Jeho politickou a vojenskou kariéru provázela obrovská korupce a skandály spojené s vystupováním povýšeného aristokrata. Po otci byl od roku 1837 členem Sněmovny lordů, jako velitel kavalerie se uplatnil za krymské války, v roce 1861 dosáhl hodnosti generálporučíka. V terminologii módy je odkazem na osobnost lorda Cardigana název kardigan, což byl jeho oblíbený oděv v krymské válce.

## Mládí a politická kariéra

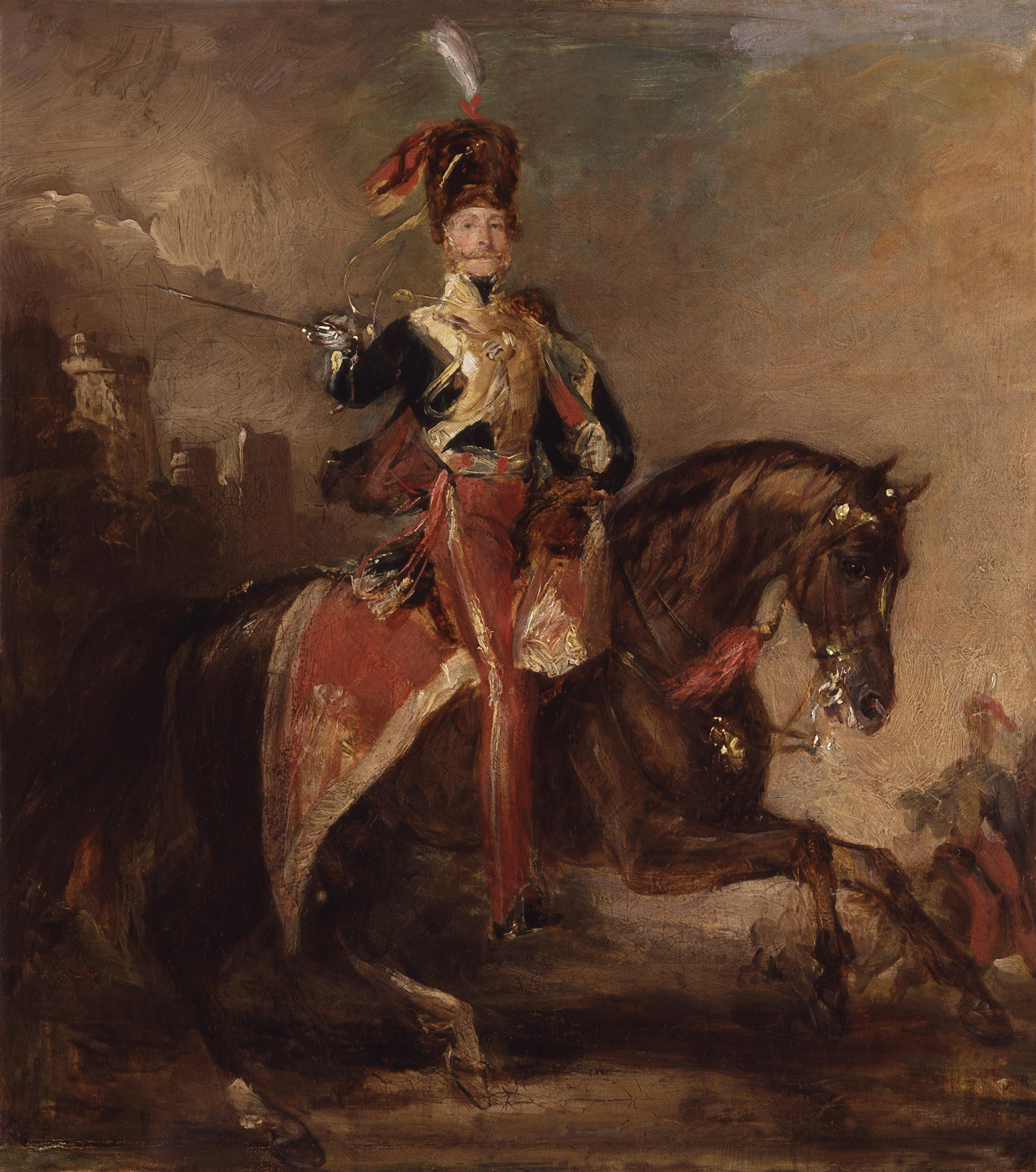
Jezdecký portrét 7. hraběte z Cardiganu (1841)

Pocházel ze starobylého šlechtického rodu, byl nejstarším synem Roberta Brudenella, 6. hraběte z Cardiganu (1769–1837), a jeho manželky Penelope, rozené Cooke. Narodil se na zámečku v Hambledenu v Buckinghamshire, později rodina přesídlila na honosný zámek Deene Park (Northamptonshire). Jako otcův dědic užíval od roku 1811 titul lord Brudenell. Ze střední školy Harrow School byl vyloučen kvůli sklonům k násilí, později absolvoval dva roky studia v Oxfordu. Od mládí toužil vstoupit do armády, s čímž nesouhlasili rodiče, protože byl jediným mužským dědicem rodiny. V letech 1818–1819 podnikl kavalírskou cestu, během níž navštívil Francii, Itálii, Německo, Rusko a Švédsko. V letech 1818–1829 a 1830–1837 byl členem Dolní sněmovny. Jako povýšený aristokrat nebyl příliš oblíben a své poslanecké mandáty získával díky obrovským úplatkům pro voliče v řádech desetitisíců liber. Politicky patřil k toryům, v parlamentu proslul jako jako odpůrce reforem a striktní obhájce šlechtických privilegií. V roce 1837 po otci zdědil titul hraběte z Cardiganu a vstoupil do Sněmovny lordů. V roce 1841 v souboji zranil kapitána Harveye Tucketta a byl uvězněn, Sněmovna lordů jej ale osvobodila od soudního stíhání.

## Vojenská kariéra

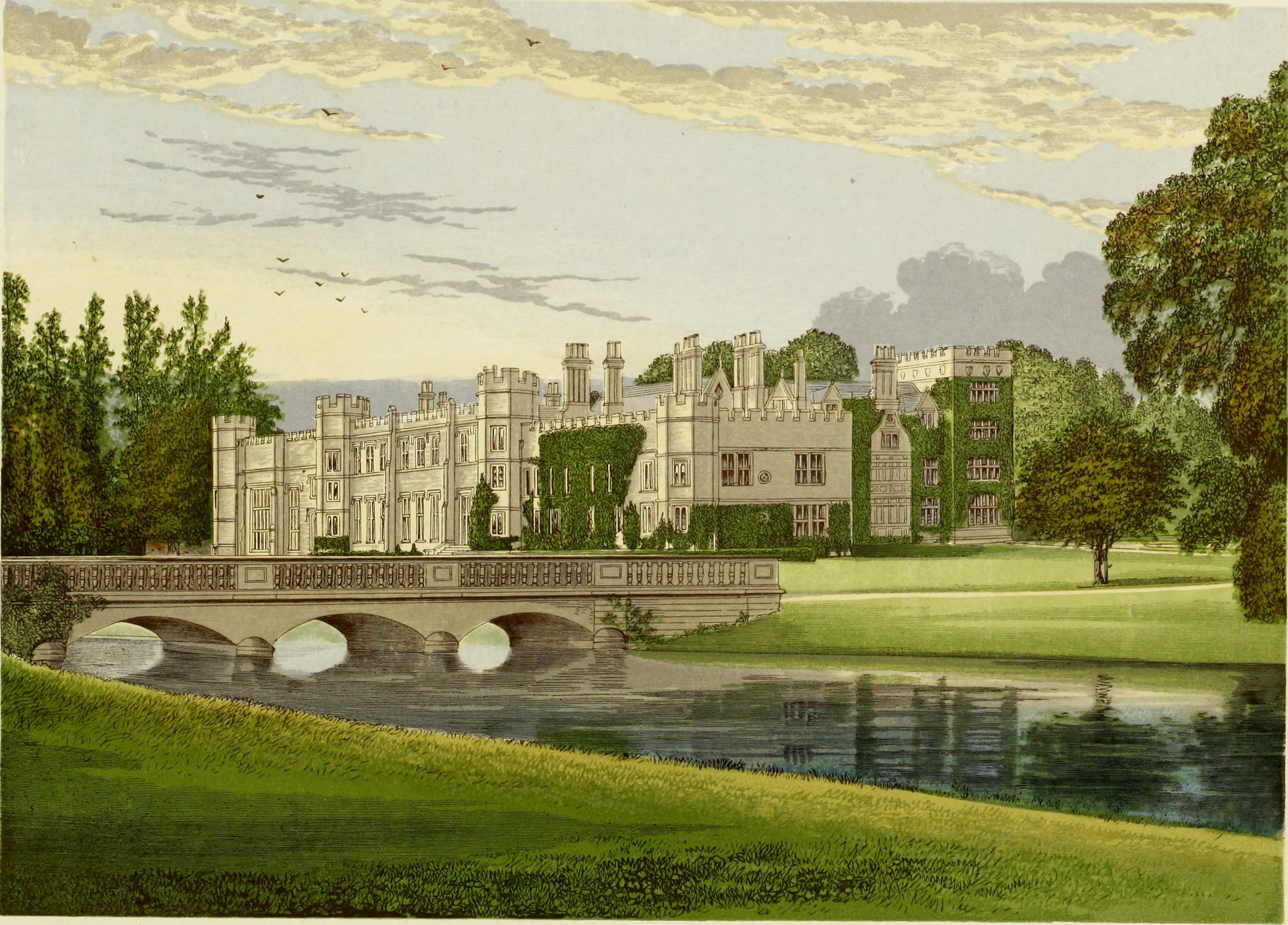
Zámek Deene Park (Northamptonshire), hlavní sídlo rodu hrabat z Cardiganu

Přes nesouhlas rodičů od mládí sloužil v armádě a také jeho vojenská kariéra byla dotována z vysokých rodinných příjmů. Stejně jako v parlamentu, tak i u vojska vystupoval jako neoblíbený aristokrat těžící z bohatství své rodiny a dostával se do sporů s podřízenými, kteří byli veterány napoleonských válek, zatímco on sám žádné zkušenosti z války neměl. V roce 1830 dosáhl hodnosti podplukovníka, poté sloužil v Indii a v roce 1846 byl povýšen na plukovníka. V roce 1854 byl jmenován generálmajorem a velitelem lehké jízdy v krymské válce. V otázce vedení války měl spory s lordem Raglanem a také se svým švagrem lordem Lucanem, který byl jako vrchní velitel jezdectva jeho přímým nadřízeným. Vynikl statečností v nerozhodné bitvě u Balaklavy, krátce poté se ale ze zdravotních důvodů vrátil do Anglie (1855). V letech 1855–1860 byl generálním inspektorem jezdectva, proslul mimo jiné tím, že si veřejně přisvojoval zásluhy z krymské války, které mu nepříslušely. V roce 1855 obdržel Řád lázně, v roce 1856 získal francouzský Řád čestné legie. V roce 1861 dosáhl hodnosti generálporučíka, byl také navržen na udělení Podvazkového řádu, což ale odmítla královna Viktorie kvůli jeho excesům v mládí. Příležitostně vystupoval na půdě Horní sněmovny v diskuzích k problematice armády a nezřídka zdůrazňoval svou vlastní vojenskou kariéru. V roce 1861 doprovázel prince waleského na vojenské manévry do Pruska, odkud byl ale předčasně odeslán zpět opět kvůli svému chování vůči hostitelům a od té doby žil v soukromí na svých statcích.

## Rodina
Zemřel na následky zranění po pádu z koně na rodovém sídle Deene Park v Northamptonshire. Byl dvakrát ženatý, ale nezanechal potomstvo. Jeho úmrtím zanikl samostatný titul hrabat z Cardiganu a přešel na mladší rodovou větev markýzů z Ailesbury. Dědicem hraběcího titulu z Cardiganu byl jeho vzdálený bratranec George Brudenell–Bruce, 2. markýz z Ailesbury (1804–1878), nejvyšší štolba Spojeného království.
Jamesova mladší sestra Anne Brudenell (1809–1877) byla provdaná za maršála 3. hraběte z Lucanu, který byl též účastníkem krymské války jako vrchní velitel jezdectva.